# Cyrix
Cyrix — американская компания, производившая микропроцессоры. Процессоры её производства имели отличительные от остальных производителей процессоров для архитектуры x86 особенности, но, в целом, не получили такого большого распространения как Intel или AMD.
Была создана в 1988 году Джерри Роджерсом и Томом Брайгтманом в Ричардсоне (Техас, США) с целью производства математических сопроцессоров для Intel 286 и 386.
Основателями стали бывшие сотрудники компании Texas Instruments, и в дальнейшем судьбы этих компаний часто переплетались, не всегда в позитивном ключе.
Джерри Роджерс, один из основателей, непрерывно нанимал новых инженеров, но при этом легко расставался со старыми, в конце концов сформировав таким образом сильную команду из 30 человек.
11 ноября 1997 году Cyrix слилась с National Semiconductor.
В 1999 году компания Cyrix National Semiconductor была поглощена тайваньской компанией VIA Technologies.

## История компании

### Математические сопроцессоры x87 и 487
Первым изделием Cyrix для рынка персональных компьютеров стал математический сопроцессор, совместимый с x86. Он был выпущен в 1989 г. в двух разновидностях — FastMath 83D87 и 83S87. Первая из них стала самым быстродействующим математическим сопроцессором из совместимых с 387, обгоняя на 50 % аналог от Intel.
В 1992 г. были выпущены уже полновесные центральные процессоры 486SLC и 486DLC. Несмотря на своё название, они были совместимы по контактам не с 486, а с 386SX и DX соответственно. Они содержали кэш I уровня на кристалле и использовали набор команд 486, а производительность оказалась средней между 386 и 486. Больше всего они стали популярны среди пользователей, желающих модернизировать компьютеры 386, и среди дилеров, которые получили возможность путём замены процессора получить из 386 материнской платы недорогую 486.
Эти изделия были раскритикованы за недостаточную производительность, не соответствующую названиям, и за путаницу названий с Intel-серией SL и IBM-серией SLC. Несмотря на это, они нашли применение в очень недорогих РС и в ноутбуках.
Позже были выпущены 486SRX2 и 486DRX2, представлявшие собой версии SLC и DLC с удвоенной частотой. Они предлагались исключительно как модернизация из 386 до 486.

### Начало конкуренции с центральными процессорами Intel
Со временем, Cyrix удалось выпустить процессор 486, который был полностью совместим с интеловским по контактам. Однако, AMD успела опередить Cyrix, а, кроме того, процессоры последней показывали более слабые результаты в тестировании, что ориентировало их исключительно на сегмент дешёвых компьютеров и апгрейда.
К тому же, Cyrix не удалось заключить контрактов с крупными сборщиками (как это смогли сделать в AMD с Acer и Compaq). Процессоры Cyrix можно было использовать для апгрейда старых материнских плат, которые генерировали 5 В, вместо 3,3 В (например, версии на 50-, 66- и 80 МГц).

### Попытки создать конкурента Pentium
В 1995 г. история повторилась с новым поколением процессоров. Так как Pentium-клон ещё не был готов, компания выпустила Cx5x86, совместимый по контактам с 486 и рассчитанный на частоты 100 и 120 МГц , производительность которого соответствовала Pentium на частоте 75 МГц. Кроме того, фирма скромно настаивала на ограниченной эмуляции инструкций Pentium — созданных под Pentium приложений становится все больше и больше. Полного набора инструкций семейство 5x86 так и не получило, что приводило к непредсказуемому поведению программ.

### Выпуск процессора 6x86

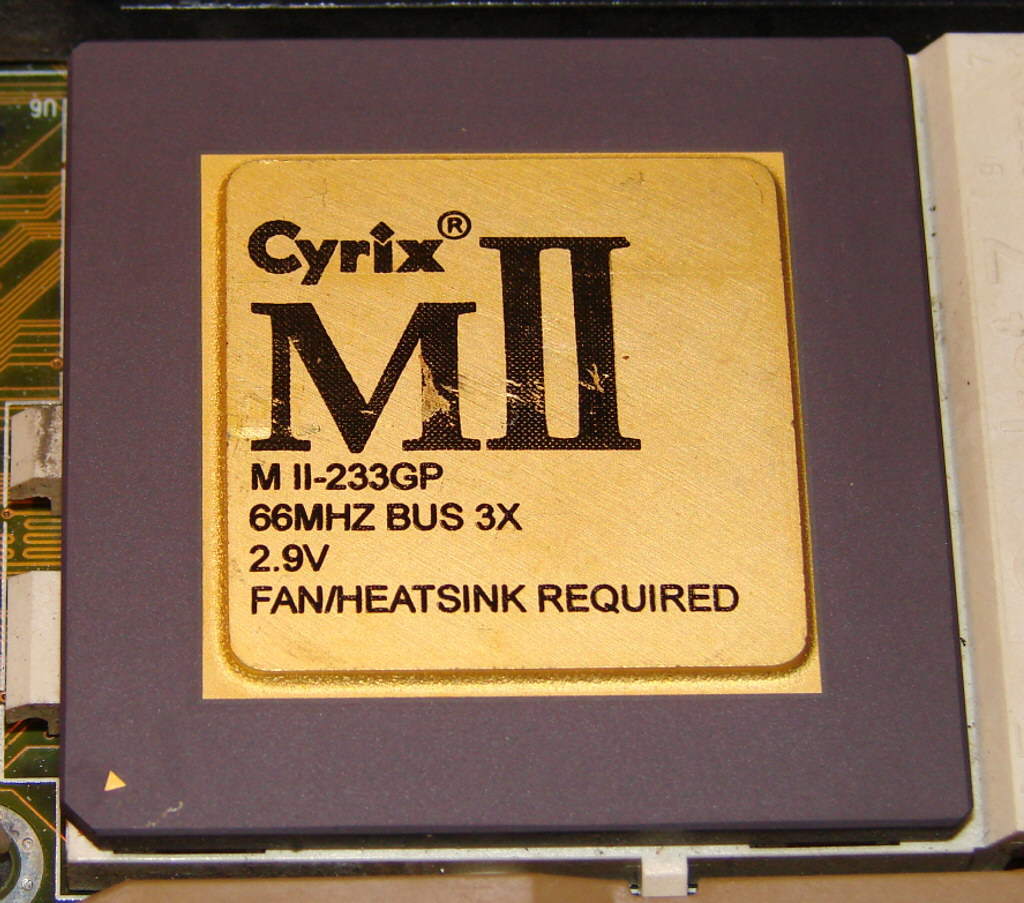
Cyrix MII

1995 г. ознаменовался выпуском самой широко известной модели процессора Cyrix, 6x86, впервые более быстрый, чем его конкурирующий аналог от Intel. Размер кристалла нового процессора был огромен, что удорожало производство и создавало проблемы с охлаждением. Поначалу была назначена очень высокая продажная цена, которую пришлось снизить ввиду слабой производительности математической части процессора по сравнению с конкурентами (этот параметр оказался неожиданно важным для зарождающихся трёхмерных игр). Процессор использовал оригинальный интерфейс кэш-памяти второго уровня, Linear Burst, который не поддерживался чипсетами Intel, господствовавшими на рынке.
Домашние сборщики практически полностью проигнорировали медленный, хотя и дешевый процессор, но Cyrix завоевал значительное признание в нише офисных компьютеров для бизнес-приложений, собираемых мелкими фирмами по минимальной цене; крупные производители компьютерной техники его не использовали. Продолжение серии в виде модели 6x86L отличалось сниженным напряжением питания и соответственно меньшим потреблением энергии, и поддержкой команд MMX в модели 6x86MX (а также большим объёмом кэш-памяти I уровня в последнем случае). Затем последовал MII, основанный на том же дизайне 6х86 и получивший новое название только из-за конкуренции с Pentium II.

### Мультимедийный процессор MediaGx
Год спустя, в 1996 г. компания создала процессор MediaGX, внутрь которого удалось интегрировать все основные компоненты ПК, включая поддержку аудио- и видеовывода. Он был основан на предыдущем дизайне 5x86 и работал на частотах 120 МГц и 133 МГц. Быстродействие было невелико, за что чип не раз подвергался критике, но низкая цена сделала своё дело: впервые изделие Cyrix стало основой серийного компьютера — недорогого Compaq Presario 2100. Такая поддержка помогла наладить дальнейшие поставки процессоров Packard Bell и доказала состоятельность выпускаемой продукции. Последовали заказы на 6х86 от той же Packard Bell и eMachines.
Более поздние версии MediaGX работали на частотах до 333 МГц и обладали поддержкой MMX. Вспомогательная микросхема добавляла поддержку функций видеовывода.

## PR-рейтинг
В силу большей эффективности 6х86 при выполнении каждой команды, чем у Pentium, а также для учёта его более быстродействующей шины, в Cyrix (также как и в AMD) стали применять специфическую шкалу наименований процессоров, отражающую их сравнительную производительность с Pentium.
Так, 6х86 с частотой 133 МГц был немного быстрее Pentium 166 МГц, и потому получил наименование P166+. Юридическое давление Intel, возражавшей против использования выражений «P166» и «P200» в чужих изделиях, вынудило Cyrix добавить букву R в эту систему.
Рейтинг, рассчитанный таким образом, был весьма и весьма сомнительным, так как преимущество чипов от Cyrix, видимое в обычных настольных приложениях, пропадало при сравнении математической производительности, а значит, и скорости работы новейших игр. К тому же, низкая цена подразумевала использование в недорогих системах, где и другие компоненты могли обладать меньшей скоростью: жёсткие диски, графические и звуковые карты, модемы.
AMD применяла PR-рейтинг в своём процессоре K5, затем отказалась от него и снова вернулась к его использованию в более поздних продуктах.

## Изготовители процессоров
Занимаясь разработкой и продажей собственных процессоров, Cyrix всегда полагалась на сторонние компании для их фактического производства. На первом этапе это были Texas Instruments и SGS-Thomson (ныне STMicroelectronics). В 1994 г. после серии конфликтов с TI и затруднений на производстве у SGS Thomson, Cyrix обратилась к IBM, чьи технологии производства ни в чём не уступали Intel.
По условиям заключённого соглашения IBM получала возможность производить и продавать процессоры, разработанные Cyrix под собственной маркой. Многие восприняли это как намерение IBM широко использовать 6х86 в линейке своей продукции, способствуя в ещё большей степени укреплению их авторитета, но в реальности этого не произошло: в основном компьютеры IBM продолжали оснащаться процессорами Intel и AMD, а Cyrix использовались лишь в нескольких низкобюджетных сериях, предназначенных для экспорта. Кроме того, произведённые IBM процессоры стали конкурировать с теми, что поставляла на рынок Cyrix, в некоторых случаях даже за счёт более низкой цены.

## Патентные войны

### Intel против Cyrix
В отличие от AMD, Cyrix никогда не полагалась на лицензирование разработок Intel, и вся работа по созданию процессоров была проделана в стенах компании, включая громадные усилия по точному воссозданию Intel-технологий. Этим изделия Cyrix отличались от AMD 386 и 486, содержащих часть микрокода Intel.
Тем не менее, стремясь оградить себя от конкуренции, Intel в течение многих лет вела судебные тяжбы против Cyrix, обвиняя её в эксплуатации патентованных технологий. По большому счету, эта борьба не увенчалась успехом, а перемирие было достигнуто во внесудебном порядке. По условиям договоренности Cyrix разрешалось производить собственные процессоры с помощью любой из компаний, уже имеющих лицензию на производство Intel-процессоров.
Таким образом, были соблюдены интересы обеих компаний: Cyrix могла пользоваться услугами Texas Instruments, SGS Thomson и IBM, а Intel избегала опасности неограниченного роста конкурента.

### Cyrix против Intel
Однако, в 1997 г. ситуация повторилась с точностью до наоборот: теперь Cyrix обвиняла Intel в нарушении её патентов, в частности, технологии управления энергией и переименования регистров в Pentium Pro и Pentium II
Казалось бы, предстояло долгое противостояние в судах, однако решение было найдено весьма скоро: ещё одно взаимное лицензионное соглашение. Теперь обе компании получали полный и безвозмездный доступ к патентованным технологиям друг друга. Как и предыдущее соглашение, нынешнее не устраняло факта нарушения, но разрешало Intel продолжать выпуск по любой технологии.

## Слияние с National Semiconductor
В августе 1997 г. одновременно с продолжающимися тяжбами с Intel, было объявлено о слиянии Cyrix с National Semiconductor (эта компания также обладала кросс-лицензией Intel).
Теперь у Cyrix появилась дополнительная маркетинговая мощь, а также доступ к фабрикам National Semiconductor, ориентированным на производство памяти и высокоскоростного телекоммуникационного оборудования.
Из-за сходства в технологиях производства памяти и процессоров для нового альянса вырисовывались заманчивые перспективы. И хотя соглашение с IBM продолжало действовать, все производство было постепенно переведено на мощности National Semiconductor. В результате слияния укрепилась финансовая база Cyrix и её проектные ресурсы.

### Новое стратегическое направление
Но кроме этого, оказалось затронутым и общее направление развития компании: в National Semiconductor предпочитали делать ставку на одночиповые бюджетные изделия класса MediaGX, а не мощные процессоры 6х86 и MII, предназначенные для соперничества с Pentium II. Было ли это вызвано сомнениями в авторитете разработчиков Cyrix или трудностями борьбы с Intel, не вполне ясно. Несомненно лишь то, что MediaGX, в отсутствие прямых конкурентов и растущем спросе на недорогие РС, выглядел очень многообещающе.

### Проблемы с шиной PCI
Впрочем, вскоре после объединения с Cyrix, National Semiconductor попала в полосу финансовых затруднений, что не замедлило сказаться на обеих компаниях. К началу 1999 г. AMD и Intel включились в гонку тактовых частот, скорости достигали 450 МГц и выше, в то время как Cyrix потребовался год на ускорение MII c PR-300 до PR-333. При этом в реальности ни тот, ни другой не достигали тактовой частоты в 300 МГц. Серьёзной проблемой была и нестандартная частота шины процессора MII: 83 МГц. Подавляющее большинство материнских плат Socket 7 получали частоту шины PCI делением частоты шины процессора на два, как правило, получалось 30 или 33 МГц. Однако, для MII выходила весьма нестандартная скорость шины в 41,5 МГц. В таких условиях не все устройства, использующие шину PCI, могли нормально функционировать, многие давали сбои, некоторые отказывали совсем. На отдельных материнских платах можно было использовать делитель 1/3, что давало частоту 27,7 МГц. Такой вариант был гораздо стабильнее, однако сильно ограничивал пропускную способность.
От этих сложностей удалось избавиться лишь в последних разновидностях процессора, который был способен поддерживать частоту шины процессора в 100 МГц.

### Безуспешная конкуренция с Intel и AMD
Тем временем, давление бюджетных чипов Intel и AMD становилось всё ощутимее. Они становились всё дешевле, сохраняя при этом свою высокую производительность. Изделие Cyrix, считавшееся в 1996 г. быстродействующим, постепенно было оттеснено в сектор средних, а затем и слабых процессоров, подвергаясь угрозе быть совершенно вытесненным с рынка.
Последним процессором под маркой Cyrix стал MII-433, работавший на частоте 300 МГц (100х3) и обгонявший по математическим операциям AMD K6/2-300. Его постоянно подвергали сравнениям с процессорами, которые действительно работали на частоте 433 МГц, что было, конечно, некорректно, однако повод для этого был дан самим наименованием.

### Поглощение со стороны VIA
National Semiconductor не преследовала цели укрепления позиций на рынке ЦП, и, оставшись без чётких перспектив, инженеры один за одним покинули объединённую компанию. К моменту продажи National Semiconductor своего подразделения тайваньской компании VIA Technologies — от бывшей сильной команды не осталось и следа, а спрос на процессоры MII исчерпал себя. В VIA решили использовать приобретённое имя для маркировки процессора, разработанного в Centaur Technology, так как считали, что оно известно более широко, чем Centaur и даже VIA.
National Semiconductor, тем не менее, сохранило права на высокоинтегрированный процессор MediaGX, и продолжала продвигать его на рынок, переименовав в Geode, и надеясь на сбыт в качестве встроенного (в конце концов, разработка была целиком куплена AMD в 2003 г.).
В июне 2006 г. последняя объявила о выпуске самого экономного процессора, потребляющего всего лишь 0,9 Вт энергии. Основанный на ядре Geode, он свидетельствует, что архитектурные разработки Cyrix состоятельны.

## Роль Cyrix в развитии процессоров
Несмотря на недолгое независимое существование и последующую девальвацию её торговой марки, Cyrix проторила дорогу на рынок недорогим процессорам, тем самым снижая нижний порог цен на компьютеры и вынуждая Intel заняться производством недорогой альтернативы — Celeron, и пересмотреть расценки на высокопроизводительные модели.
Вероятно, приобретённая интеллектуальная собственность поможет VIA успешно отражать патентные атаки Intel, даже при том, что производство процессоров под маркой Cyrix остановлено.

### На англ. яз.
- Identification of Cyrix/TI/IBM/ST CPUs.  (недоступная ссылка с 10-08-2013 [4251 день] — история, копия) Наименования процессоров Cyrix, Texas Instruments, IBM, ST.
- Cyrix processors at cpu-collection.de. Процессоры Cyrix на немецком сайте cpu-collection.de
- CPU-INFO: Cyrix, indepth processor history. (подробная история процессоров Cyrix)
- Coprocessor.info : Cyrix coprocessor development, the company story (история компании и её сопроцессоров) // coprocessor.info
- The secret history of the sub-$1,000 computer / «Секретная» история дешёвых компьютеров // CNET.com  (недоступная ссылка)